# Kiselklorid
Kiselklorid är en kemisk förening med formeln SiCl4. Den framställdes första gången av Jöns Jacob Berzelius år 1823.

## Användning
Kiselklorid används som mellansteg vid produktion av extremt rent kisel för användning i halvledare. Dess kokpunkt gör att den lämplig för rening genom upprepad destillering.

## Reaktioner
Kiselklorid framställs genom att låta kisel och klorgas reagera med varandra
{\displaystyle {\rm {Si+2\ Cl_{2}\rightarrow SiCl_{4}}}}
Till skillnad från den likartade föreningen koltetraklorid så reagerar kiselklorid med vatten varvid saltsyra bildas.
{\displaystyle {\rm {SiCl_{4}+2\ H_{2}O\rightarrow SiO_{2}+4\ HCl}}}